# Leština (okres Šumperk)
Leština (německy Lesche) je obec na česko-moravském pomezí, na horním toku řeky Moravy v Olomouckém kraji, okrese Šumperk. Žije zde přibližně 1 200 obyvatel.

## Historie
Území, na němž dnes stojí Leština, bylo osídleno už v pravěku. Dokazují to nálezy z doby bronzové a mladší doby železné, uložené ve Vlastivědném muzeu Olomouc. Trvalé osídlení místa však počíná až 9. stoletím.
První písemná zmínka o Leštině pochází z roku 1392. Místní části obce Zálavčí patří o 21 let starší zápis z roku 1371. Název Leština je odvozen od místa porostlého planými lískovými keři, tedy leštinou.
Význam vesnice je historicky spojen především s její polohou na důležité komunikaci s mostem přes řeku Moravu. Na mostě se již v 16. století vybíralo mýtné. Strategická poloha pomohla Leštině i v 17. století, po třicetileté válce, z jejíchž následků se rychle vzpamatovala a brzy byla opět dosídlena.
Roku 1670 žilo ve vsi 24 stálých osedlých. Postupně v ní vznikla hospoda, valchovna a olejna. Rozšiřování vybavenosti v Leštině pokračovalo roku 1754 postavením kaple svatého Václava, k roku 1770 je připomínána existence školy. V roce 1834 měla vesnice již 597 obyvatel v 87 domech.
S rozvojem průmyslu v okolních sídlech (Zábřeh, Sudkov, Postřelmov, Vitošov) během 19. století se proměnila sociální struktura obyvatelstva a nad zemědělci získali převahu dělníci. Proto v Leštině už za první republiky vítězili ve volbách komunisté a dostala přezdívku „Malá Moskva“. Ves však nebyla chudá; i po roce 1918 se rozrostla o velké množství domů a proběhly v ní různé vodohospodářské úpravy.
Za druhé světové války vzniklo v Leštině odbojové hnutí. Válečná etapa historie obce je však poznamenaná událostmi května 1945, kdy došlo k tzv. leštinskému masakru. Ustupující vojska Waffen SS zabila pět leštinských občanů, což vyvolalo mstu na místním německém obyvatelstvu. Bylo zabito pravděpodobně 16 nevinných Němců, převážně dělníků z blízkého kamenolomu ve Vitošově.
Po válce část obyvatelstva z Leštiny odešla dosídlit obce, z nichž byli vystěhováni Němci, a místní komunisté obsadili mnohé funkce na Zábřežsku. V roce 1950 vzniklo ve vsi JZD, které se roku 1975 stalo součástí družstva v Dubicku.
Roku 1997 byla obec výrazně postižena povodněmi, jejichž vlivem se zřítilo 15 domů a další dva bylo nutné zbourat v následujícím roce.

## Občanská vybavenost
Vzdělání v obci zajišťuje mateřská škola a základní škola pro 1.–5. ročník. Jak kulturní, tak tělovýchovnou funkci plní místní sokolovna. V Leštině se dále nachází také sportovní stadion, knihovna, pošta či kadeřnictví. Obec má též vlastní hřbitov se smuteční síní.

## Slavní rodáci
- Zdeněk Sklenář (1910–1986), český malíř a grafik
- František Kruš (1898–1944), člen sokolského protinacistického odboje
- František Adámek (1919–1941), československý voják, padlý u Tobruku

## Kulturní památky
V katastru obce jsou evidovány tyto kulturní památky:
- Usedlost čp. 9 – lidová architektura z 1. poloviny 19. století
- Památník sovětských hrdinů (uprostřed návsi) – podle návrhu V. Brzobohatého z roku 1951